# Гіфт Мотупа
Гіфт Мотупа (англ. Gift Motupa, нар. 23 вересня 1994) — південноафриканський футболіст, півзахисник клубу «Орландо Пайретс».
Виступав, зокрема, за клуб «Барока», а також олімпійську збірну ПАР.

## Клубна кар'єра
У дорослому футболі дебютував 2012 року виступами за команду клубу «Барока», в якій провів три сезони, взявши участь у 50 матчах чемпіонату. У складі був одним з головних бомбардирів команди.
До складу клубу «Орландо Пайретс» приєднався 2015 року. Відтоді встиг відіграти за команду з передмістя Йоганнесбурга 28 матчів в національному чемпіонаті.

## Виступи за збірні
2016 року захищав кольори олімпійської збірної ПАР. У складі цієї команди провів 3 матчі, забив 1 гол. У складі збірної — учасник футбольного турніру на Олімпійських іграх 2016 року у Ріо-де-Жанейро.
2015 року дебютував в офіційних матчах у складі національної збірної ПАР. Наразі провів у формі головної команди країни 7 матчів, забивши 3 голи.